# Alfabeto gali
El alfabeto gali (conocido también como alfabeto ali gali o ali-gali; en mongol: cirílico - Али-гали үсэг Ali-gali üseg, tradicional - ᠠᠯᠢ ᢉᠠᠯᠢ ᠦᠰᠦᠭ Ali Gali u̇su̇g; sánscrito: आलि कालि āli kāli) es una extensión del alfabeto mongol clásico creada en 1587 por un traductor llamado Ayuush Güüsh (en mongol: Аюуш Гүүш) inspirado por el tercer dalái lama, Sonam Gyatso.
Se han añadido unos caracteres adicionales para transcribir términos relacionados con el budismo provenientes de los idiomas tibetano y sánscrito, y más tarde también del chino. Algunos de esos caracteres siguen utilizándose hoy en día para transcribir nombres extranjeros.
Algunos autores, como por ejemplo Isaac Taylor en su libro The Alphabet: an account of the origin and development of letters (1883) no distinguen el alfabeto gali del alfabeto clásico.

## Características
Se trata de un alfabeto escrito desde arriba abajo, en columnas verticales desde izquierda hacia derecha. La mayoría de las letras cuenta con diferentes formas dependiendo de su posición dentro de la palabra (inicial, central o final); las vocales cuentan también con una cuarta forma - separada, cuando no están conectadas con otras letras. Algunas letras tienen también otras formas dependiendo de que letra esté delante o después de ellas.